# Exostosi subunguial
Una exostosi subunguial és un creixement ossi (una exostosi) que sorgeix de la superfície dorsal de la falange distal, majoritàriament del dit polze del peu.
Sol presentar-se de forma dolorosa, a causa de la pressió aplicada al llit o a la placa de l'ungla; que pot implicar la destrucció de l'ungla.
L'osteocondroma subungueal té les mateixes característiques radiològiques i patològiques que l'exostosi subunguial. L'escissió quirúrgica és la teràpia habitual i eficaç.

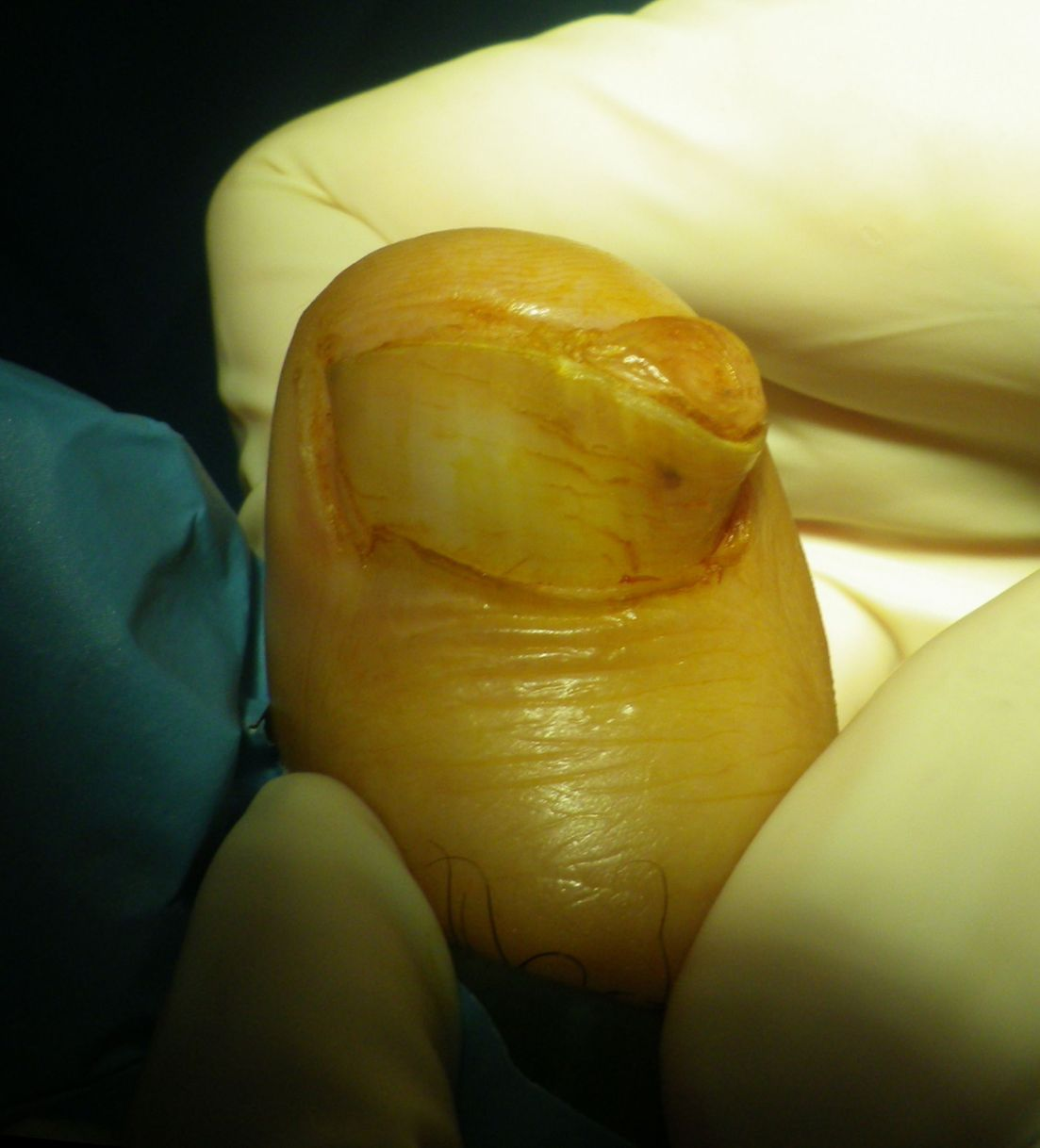
Exostosi subunguial (1/3), en un adolescent de 15 anys
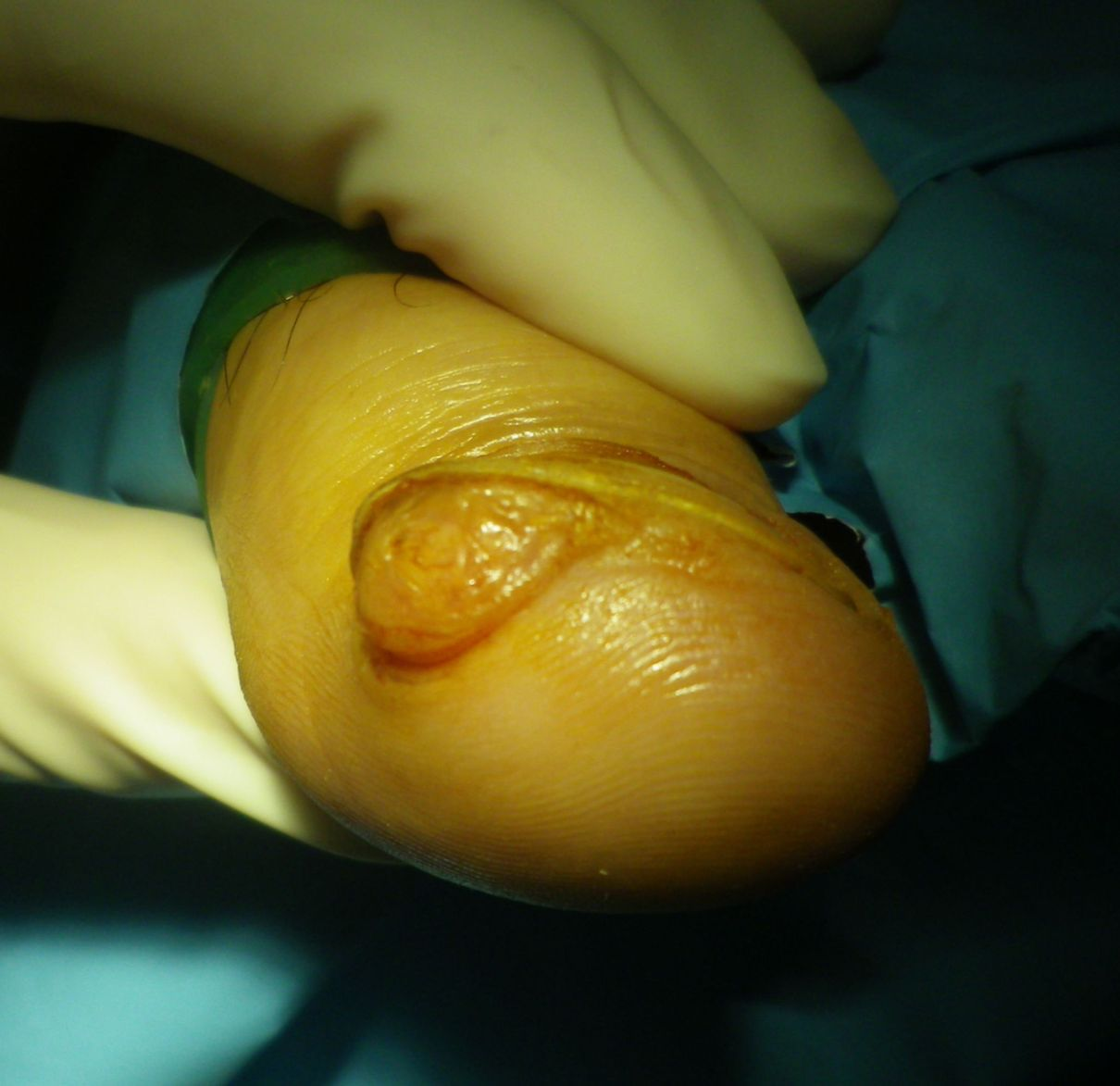
Exostosi subunguial (2/3)
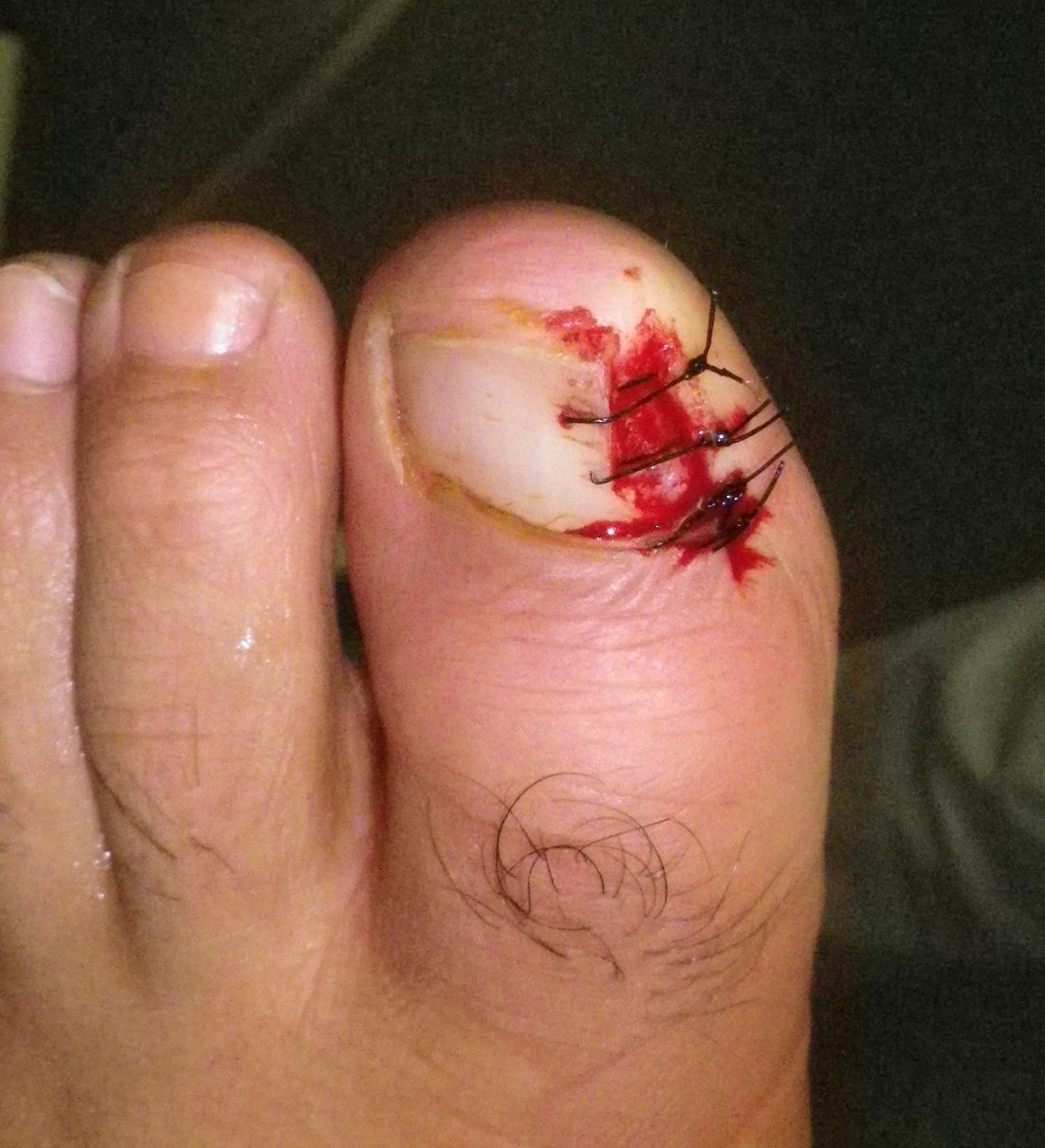
Exostosi subunguial (3/3), després de l'exèresi